# Салиштеа Веке (Клуж)
Салиштеа Веке (рум. Săliștea Veche) насеље је у Румунији у округу Клуж у општини Кинтени. Oпштина се налази на надморској висини од 426 m.

## Становништво
Према подацима из 2002. године у насељу је живело 57 становника, од којих су сви румунске националности.